# Onthophagus rosettae
Onthophagus rosettae är en skalbaggsart som beskrevs av Frey 1958. Onthophagus rosettae ingår i släktet Onthophagus och familjen bladhorningar. Inga underarter finns listade i Catalogue of Life.